# Élisabeth : Ils sont tous nos enfants
Pour plus de détails, voir Fiche technique et Distribution.
Élisabeth : Ils sont tous nos enfants est un téléfilm français réalisé par Pasquale Squitieri et diffusé à la télévision française le 29 décembre 2000.

## Synopsis
Le docteur Claude Barde, psychologue de carrière, tente par tous les moyens d'aider Elisabeth Roux, 13 ans, adolescente rebelle au contexte familial très difficile, à se reconstruire à la suite d'un incident violent.

## Fiche technique
Sauf indication contraire, les informations mentionnées dans cette section peuvent être confirmées par la base de données cinématographiques IMDb,  présente dans la section « Liens externes ».
- Titre original : Élisabeth : Ils sont tous nos enfants[1]
- Réalisateur : Pasquale Squitieri
- Scénario : Claire Alexandrakis
- Photographie : Sergio Melaranci
- Musique : Riccardo Eberspacher
- Production : Jean-Luc Azoulay
- Pays de production :  France
- Langue originale : français
- Format : Couleur - 1,33:1 - Son mono
- Durée : 90 minutes
- Genre : Drame
- Date de diffusion :
  - France : 29 décembre 2000

## Distribution
- Claudia Cardinale : Claude Barde
- Jean-Claude Brialy : Juge Defoi
- Marion Corrales : Elisabeth Roux
- Julie Arnold : Annette
- Aladin Reibel : commissaire Moran
- Marie-Ange Lelli : Astrid Roux
- Benoît Vallès : Philippe Brichet
- Grégoire Hittner : le jeune de cité